# Yerna Van den Driessche
Yerna Van den Driessche, geboren Erna Van den Driessche (Zottegem, 3 november 1949) is een Belgisch dichteres.

## Biografie
Yerna Van den Driessche studeerde voor laborante aan het 'Hoger Technisch Instituut Sint-Lieven' te Gent. Gelijktijdig volgde ze een toneelopleiding aan de 'Stedelijke Academie voor Muziek en Woord' te Gentbrugge.
Als kind had zij al een grote voorliefde voor poëzie maar begon haar literaire loopbaan ernstig op te nemen vanaf 2005 door deel te nemen aan talrijke poëziewedstrijden. Ze behaalde meerdere eerste prijzen, o.a. in 2008 de 'Prijs van de Stad Harelbeke'. In 2008 was ze ook laureaat 'Literaire Creatie' aan de 'Stedelijke Academie voor Muziek en Woord' te Ieper. In 2009 debuteerde zij met de dichtbundel 'Reconstructie' bij Uitgeverij P (Leuven). Ze was lid van het dichterscollectief 'Pazzi di Parole'.
Gedichten van haar werden gepubliceerd in 'Het Liegend Konijn', 'Poëziekrant', 'Deus Ex Machina' en op de literaire sites 'Meander' en 'Digther'.
De gemeente Merelbeke benoemde haar tot Cultureel Ambassadeur in 2014 nadat zij de teksten had geschreven bij de foto's 'Het Portret van Merelbeke anno 2013-2014 - Inwoners verenigd in woord en beeld'
Ze geeft regelmatig workshops poëzie aan kinderen van de basisschool.

## Dichtbundels
- Reconstructie - 2009
- Mendeljevkoorts - 2012
- Schaken met de dood - 2016
- Op twee benen lopen is moeilijk - 2020